# Гензерндорф (округ)
Гензерндорф (нем. Bezirk Gänserndorf) — округ в Австрии. Центр округа — город Гензерндорф. Округ входит в федеральную землю Нижняя Австрия. Занимает площадь 1.271,31 км². Население 88 475 чел. Плотность населения 70 человек/кв.км.

## Общины
1. Адеркла
2. Андлерсдорф
3. Ангерн-ан-дер-Марх
4. Ауэрсталь
5. Бад-Пираварт
6. Дойч-Ваграм
7. Дрёзинг
8. Дюрнкрут
9. Эбенталь
10. Эккартзау
11. Витцельсдорф
12. Энгельхартштеттен
13. Гензерндорф
14. Глинцендорф
15. Грос-Энцерсдорф
16. Грос-Швайнбарт
17. Гросхофен
18. Харингзее
19. Хаускирхен
20. Хоэнау-ан-дер-Марх
21. Хоэнрупперсдорф
22. Йеденшпайген
23. Лассе
24. Леопольдсдорф-им-Мархфельде
25. Маннсдорф-на-Дунае
26. Мархег
27. Маркграфнойзидль
28. Матцен-Раггендорф
29. Нойзидль-ан-дер-Цайя
30. Оберзибенбрунн
31. Орт-на-Дунае
32. Пальтерндорф-Доберманнсдорф
33. Парбасдорф
34. Проттес
35. Расдорф
36. Рингельсдорф-Нидерабсдорф
37. Шёнкирхен-Райерсдорф
38. Шпаннберг
39. Штрасхоф-ан-дер-Нордбан
40. Зульц-им-Вайнфиртель
41. Унтерзибенбрунн
42. Фельм-Гётцендорф
43. Вайден-ан-дер-Марх
44. Вайкендорф
45. Цистерсдорф

## Города и Общины
1. Адеркла